# Voorwaarts
Voorwaarts (deutsch Vorwärts) war eine (zunächst überregionale) niederländische Tageszeitung mit Redaktionssitz in Rotterdam.

## Geschichte
Die erste Ausgabe des Voorwaarts erschien am 26. Juli 1920 als Organ der SDAP. 1929 wurde er zusammen mit seiner Amsterdamer Schwesterzeitung Het Volk in den neu gegründeten Verlag „De Arbeiderspers“ eingegliedert, in dem von da an die Zeitungen der SDAP erschienen. In den Zwischenkriegsjahren hatten der Voorwaarts und seine Schwesterzeitung eine hohe Popularität, was nicht zuletzt an dem besonderen Gespür der Reporter für Nachrichten und der Aufmachung der Zeitungen, die mit vielen Fotos, Karikaturen und unterhaltsamen Rubriken versehenen waren, lag.
Ende der 1930er Jahre wurde der Voorwaarts in eine Regionalzeitung umgewandelt, während Het Volk den überregionalen Charakter behielt. Nach dem Einmarsch der Deutschen im Zweiten Weltkrieg gelangten die Zeitungen in die Hände der Besatzungsmacht und wurden entsprechend ihren Zielen umfunktionalisiert. Nach dem Krieg wurde der Voorwaarts zugunsten seiner in Het Vrije Volk umbenannten Schwesterzeitung nicht mehr fortgesetzt.

## Auflagenentwicklung
| Voorwaarts |         |        |        |        |        |        |
| Jahr       | 1924/25 | 1937   | 1939   | 1940   | 1943   | 1944   |
| Exempl.    | 23.900  | 54.140 | 61.785 | 31.000 | 51.914 | 59.802 |